# Strelac
Strelac (en serbe cyrillique : Стрелац) est un village de Serbie situé dans la municipalité de Babušnica, district de Pirot. Au recensement de 2011, il comptait 226 habitants.

## Démographie
| 1948  | 1953  | 1961  | 1971  | 1981 | 1991 | 2002 | 2011 |
| ----- | ----- | ----- | ----- | ---- | ---- | ---- | ---- |
| 1 589 | 1 507 | 1 367 | 1 156 | 844  | 605  | 392  | 226  |

|  |